# Magnes neodymowy

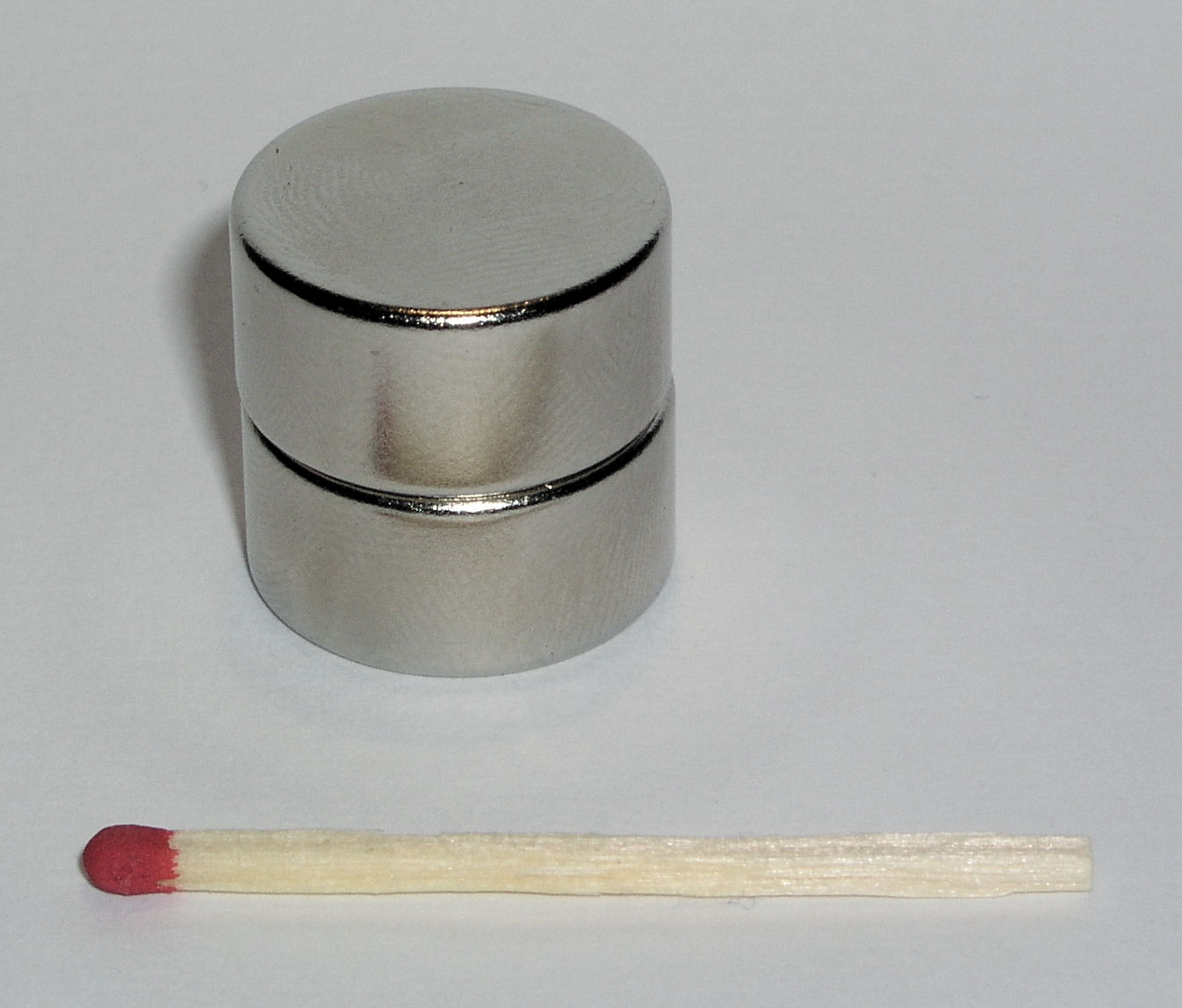
Dwa magnesy neodymowe (każdy o wymiarach ∅ 20 mm × 10 mm), niemożliwe do rozdzielenia gołymi rękami.

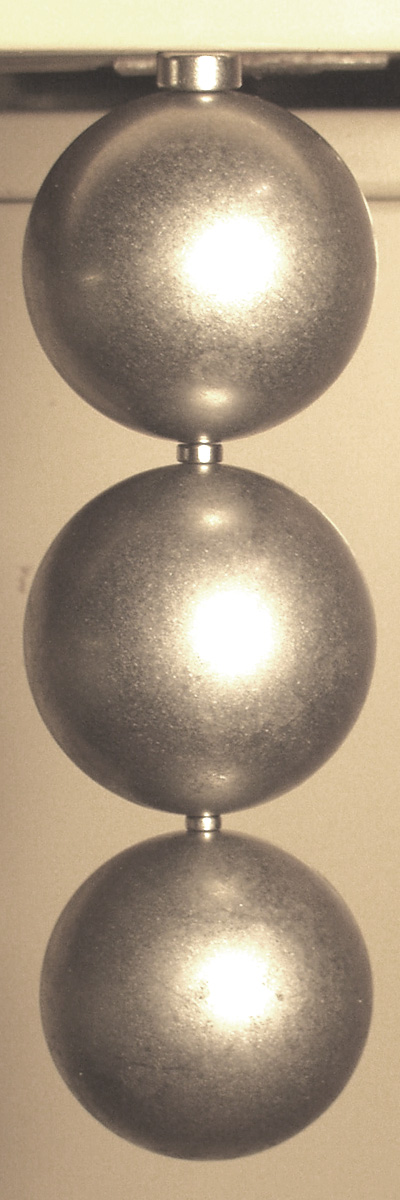
Magnes neodymowy utrzymujący ciężar 1300 razy większy od swojego

Magnes neodymowy – magnes trwały (magnes stały) wytwarzany z połączenia neodymu, żelaza i boru o składzie Nd2Fe14B. Produkowany jest metodami metalurgii proszków, czyli prasowania sproszkowanych komponentów w polu magnetycznym w podwyższonej temperaturze. Magnesy te wytwarzają bardzo silne pole magnetyczne, co przekłada się na dużą siłę przyciągania. Ich temperatura Curie wynosi od 310 °C.
Zastosowanie magnesów neodymowych:
- silniki, prądnice
- urządzenia elektroniczne
- głośniki, mikrofony
- zabawki
- uchwyty magnetyczne
- separatory magnetyczne
- magnetyzery wody i inne

## Technologia wytwarzania
Po operacji prasowania w polu magnetycznym następuje proces wyżarzania w podwyższonych temperaturach w piecach próżniowych lub w atmosferze ochronnej. Dlatego tak wytworzone magnesy nazywamy magnesami spiekanymi. Ponieważ neodym jest pierwiastkiem bardzo aktywnym chemicznie, magnesy te powlekane są warstwami ochronnymi np. niklową, cynkową, fosforanową. Warstwa niklu jest lepszym zabezpieczeniem niż warstwa cynku w przypadku magnesów neodymowych.
Wadą ich jest mała wytrzymałość mechaniczna i duża kruchość, podobnie jak i innych spiekanych magnesów, czyli ferrytowych i samarowo-kobaltowych. Jedynie magnesy alnico (Al - glin + Ni - nikiel + Co - kobalt) są stopem, w związku z tym mają większą odporność mechaniczną. Warto wspomnieć o magnesach neodymowych wiązanych, które również są dosyć odporne na uderzenia, ponieważ do ich formowania poza wymienionym już Nd2Fe14B stosuje się tworzywa sztuczne lub żywice.
Istnieje cała gama materiałów magnetycznych, z których formuje się spiekane magnesy neodymowe. Powstają one poprzez dodawanie domieszek różnych, najczęściej drogich pierwiastków do podstawowego składu Nd2Fe14B. Dzięki tym domieszkom możliwe jest stworzenie materiałów odpornych na wysoką temperaturę. Maksymalna temperatura pracy spiekanych magnesów neodymowych waha się od 80 do 200 °C, w zależności od materiału magnetycznego. Istotny wpływ na wytrzymałość temperaturową tych magnesów ma także ich kształt, ściślej mówiąc magnes neodymowy wykonany z materiału wysokotemperaturowego nie rozmagnesuje się, jeżeli będzie odpowiednio wysoki. Przyjmuje się, że w takim przypadku stosunek średnicy do wysokości powinien wynosić minimum 0,7 lub magnes powinien być zamontowany w obwodzie magnetycznym. Dużo lepsze współczynniki temperaturowe remanencji i koercji oraz wytrzymałość temperaturową (temperatura Curie 800 °C) mają magnesy samarowo-kobaltowe, jednak materiały mają one niższą indukcję remanencji oraz gęstość energii magnetycznej od magnesów neodymowych i są od nich droższe.